# Буссак, Марсель
Марсель Буссак (17 апреля 1889[…], Шатору — 21 марта 1980[…], Dammarie-sur-Loing) — французский предприниматель, наиболее известный своим владением домом Dior и одной из самых успешных чистокровных скаковых ферм в европейской истории.
Буссак родился в Шатору, Индр, Франция, и сколотил состояние на текстильном производстве. В 1919 году он приобрел замок Мивуазен, участок площадью 36 квадратных километров, расположенный в 1½ часах езды к югу от Парижа в Даммари-сюр-Луан, Луаре.
В 1946 году он финансировал новый парижский модный дом Кристиана Диора, который стал одной из самых известных марок одежды и парфюмерии. В 1951 году Буссак расширил газетный бизнес, приобретя L'Aurore.
Заядлый наездник, Марсель Буссак приобрел коневодческую ферму Харас де Френе-ле-Буффар в Нойви-о-Ульме в Нижней Нормандии и Харас де Жарди в Марн-ла-Кокетт. В рамках своей племенной деятельности Буссак покупал и продавал лошадей со всей Европы, а также из Соединённых Штатов. Он приобрел winner Whirlaway и продал кобылу La Troienne животноводческой ферме Idle Hour в Лексингтоне, штат Кентукки, которая стала одной из самых влиятельных кобыл, импортируемых в США в XX веке.
Лошади Буссака, носящие фирменный оранжевый шелк Буссака и серую шапочку, доминировали на французских скачках с 1930-х по 1960-е годы, благодаря чему его конюшня четырнадцать раз выигрывала призовые места и семнадцать раз становилась ведущим заводчиком. Помимо того, что лошади Буссака стали шестикратными победителями самой важной гонки Франции — Prix de l’Arc de Triomphe, они также выиграли престижные Epsom Derby, Epsom Oaks, 2000 гиней, St. Leger Stakes, Ascot Gold Cup и другие в Соединённом Королевстве.
После падения Франции во Второй мировой войне Буссак заплатил офицеру британских королевских ВВС по секретному делу, чтобы тот доставил его из Парижа в Великобританию. Это привело к тому, что офицер Сидни Коттон был отстранен от занимаемой должности. Во время немецкой оккупации Франции во время Второй мировой войны нацисты захватили несколько лучших скаковых лошадей в стране. Они вывезли более шестисот из страны, некоторых в Венгрию, но большинство вернули в Германию для скачек или разведения на Немецком национальном конном заводе. Среди них был чемпион Pharis.
Он много лет был женат на бельгийской оперной певице Фанни Хелди. Они похоронены вместе на кладбище Монмартр — квартал Монмартр в Париже.
После его смерти в 1980 году имущество Буссака было ликвидировано, а L’Aurore продано Роберту Эрсанту, который объединил его со своей газетой Le Figaro. Сама собственность в конечном итоге будет приобретена Ставросом Ниархосом. Ага Хан IV приобрел большую часть племенного скота фермы Буссака в 1978 году, когда компании Буссака были объявлены банкротами.